# Mouvement (aéronautique)
Pour les articles homonymes, voir Mouvement.

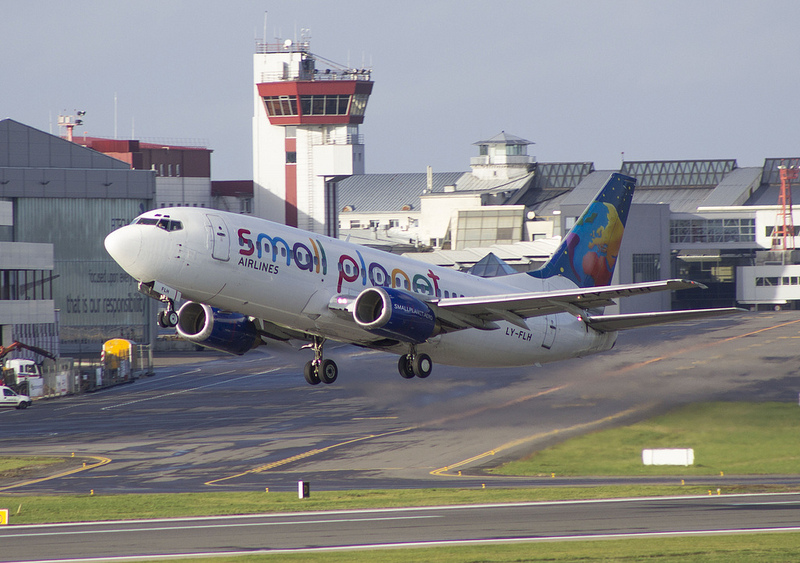
Décollage d'un Boeing 737 à Vilnius

Dans le jargon de l'aéronautique, un mouvement est un décollage ou un atterrissage dans un aéroport.
L'expression est souvent utilisée afin de comparer les aéroports entre eux en ce qui concerne le trafic aérien au lieu du nombre de passagers ou du tonnage de fret.